# Miraflores
Miraflores là một khu tự quản thuộc tỉnh Guaviare, Colombia. Thủ phủ của khu tự quản Miraflores đóng tại Miraflores Khu tự quản Miraflores có diện tích  ki lô mét vuông. Đến thời điểm ngày 28 tháng 5 năm 2005, khu tự quản Miraflores có dân số 8591 người.